# (1458) Mineura
(1458) Mineura – planetoida z pasa głównego asteroid okrążająca Słońce w ciągu 4 lat i 96 dni w średniej odległości 2,63 au. Została odkryta 1 września 1937 roku w Observatoire Royal de Belgique w Uccle przez Fernanda Rigaux. Nazwa planetoidy pochodzi od Adolphe’a Mineura, belgijskiego matematyka. Przed nadaniem nazwy planetoida nosiła oznaczenie tymczasowe (1458) 1937 RC.